# Knulliana
Knulliana is een kevergeslacht uit de familie van de boktorren (Cerambycidae). De wetenschappelijke naam van het geslacht werd voor het eerst geldig gepubliceerd in 1962 door Linsley.

## Soorten
Knulliana is monotypisch en omvat slechts de volgende soort:
- Knulliana cincta (Drury, 1773)